# Okandžije
Okandžije (szerbül: Оканџије) falu Bosznia-Hercegovinában, Bosanska krajina területén, a Szerb Köztársaságban, Mrkonjić Grad községben.

## Fekvése
Bosznia-Hercegovina közép-nyugati részén, Banja Lukától légvonalban 53, közúton 81 km-re, községközpontjától légvonalban 17, közúton 27 km-re délnyugatra, a Dinári-hegységben, a Szana völgye és a Szana jobb oldali mellékvize, a Medljanska-patak közötti magaslaton, 491 méteres magasságban fekszik. 

## Népessége
| Nemzetiségi csoport | Népesség 1991 | Népesség 2013 |
| ------------------- | ------------- | ------------- |
| Szerb               | 143           | 219           |
| Bosnyák             | 0             | 0             |
| Horvát              | 0             | 1             |
| Jugoszláv           | 0             | 0             |
| Egyéb               | 0             | 1             |
| Összesen            | 143           | 221           |

## Története
A falu 1878-ig tartozott az Oszmán Birodalomhoz, majd az Osztrák-Magyar Monarchia része lett. 1879-ben az első osztrák-magyar népszámlálás során 57 házat és 369 ortodox szerb lakost számláltak. 1910-ben a településen 81 házat, 516 ortodox szerb és 2 katolikus lakost számláltak. A monarchia szétesésével 1918-ben előbb a Szerb-Horvát-Szlovén Királyság, majd 1929-től a Jugoszláv Királyság része. 1945-től a szocialista Jugoszlávia része volt. Jugoszlávia megszállása után a falu a Független Horvát Állam (NDH) része lett, majd nem sokkal ezután megkezdődött a szerb lakosság lázadása az új hatalommal szemben, melyet a szerbek elleni usztasa támadások követtek.
A településen az 1991-es népszámlálás adatai szerint 143-an éltek. A település 1995 szeptemberéig a boszniai szerb katonai egységek ellenőrzése alatt állt. A boszniai háborút lezáró daytoni békeszerződés rendelkezése alapján az ország területét felosztották a Bosznia-hercegovinai Föderáció és a boszniai Szerb Köztársaság között, ennek során a település a Boszniai Szerb Köztársasághoz és Mrkonjić Grad községhez került.

## Nevezetességei

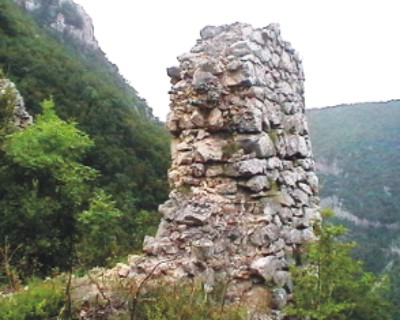
Prizrenac várának romjai

- A Szana-folyó szurdokában, egy meredek sziklán, Vrbljan és Gornji Ribnik között található Prizren középkori várának még feltáratlan romja. A helyszín kivételes adottságokkal rendelkező természeti környezetben található, néhány száz méterrel a folyó felett.

- Okandžijei vízesések